# 3421 Янчженьнін
3421 Янчженьнін (3421 Yangchenning) — астероїд головного поясу, відкритий 26 листопада 1975 року.
Тіссеранів параметр щодо Юпітера — 3,633.
Названо на честь китайсько-американського фізика, лауреата Нобелівської премії, Ян Чженьніна (кит.: 楊振寧).